# Liste der Mitglieder der Deutschen Akademie der Naturforscher Leopoldina/1832
Die Liste der Mitglieder der Deutschen Akademie der Naturforscher Leopoldina für 1832 enthält alle Personen, die im Jahr 1832 zum Mitglied ernannt wurden. Insgesamt gab es zehn neu gewählte Mitglieder.

## Mitglieder
| Nr.  | Name                              | Beiname         | Geboren       | Aufnahme | Gestorben     | Bild                                                                          | Datenbank |
| ---- | --------------------------------- | --------------- | ------------- | -------- | ------------- | ----------------------------------------------------------------------------- | --------- |
| 1355 | Georg Ludwig Duvernoy             | Cuvier I.       | 6. Aug. 1777  | 10. Jul. | 1. März 1855  | Georg Ludwig Duvernoy                                                         | 2576      |
| 1356 | Hugo von Mohl                     | Christian Wolff | 8. Apr. 1805  | 10. Jul. | 1. Apr. 1872  | Hugo von Mohl                                                                 | 5693      |
| 1357 | Joseph Hyacinth Moris             | Monti           | 25. Apr. 1796 | 10. Jul. | 18. Apr. 1869 | Joseph Hyacinth Moris                                                         | 5728      |
| 1358 | Thomas Pastré                     | Decandolle      |               | 10. Jul. |               |                                                                               | 5944      |
| 1359 | Theodor Christian Ratzeburg       | Gleditsch II.   | 16. Feb. 1801 | 10. Jul. | 24. Okt. 1871 | Theodor Christian Ratzeburg                                                   | 6126      |
| 1360 | Heinrich Georg Bronn              | Esper I.        | 3. März 1800  | 3. Aug.  | 5. Juli 1862  | Heinrich Georg Bronn                                                          | 2172      |
| 1361 | Barthelemy Karl Dumortier-Rutteau | Calechampius    | 3. Apr. 1797  | 3. Aug.  | 9. Juni 1878  | Barthelemy Karl Dumortier-Rutteau                                             | 1687      |
| 1362 | Georg von Martens                 | Scopoli I.      | 12. Juni 1788 | 3. Aug.  | 24. Feb. 1872 | Georg Matthias von Martens, um 1850, Porträt seiner Tochter Luise von Martens | 5540      |
| 1363 | Georg Graf von Münster            | Byruthensis     | 17. Feb. 1776 | 3. Aug.  | 23. Dez. 1844 | Georg Graf zu Münster, Altersbildnis                                          | 2491      |
| 1364 | Robert Wight                      | Roxburgh I.     | 6. Juli 1796  | 3. Aug.  | 26. Mai 1872  | Robert Wight                                                                  | 7283      |

## Hinweis zu den Lebensdaten
In der Liste sind zunächst die Lebensdaten gemäß Archiv der Leopoldina aufgenommen. Diese beziehen sich auf die Angaben gem. Neigebaur (1860) und Ule (1889). Die Lebensdaten im Namensartikel können daher von den Lebensdaten in der Liste abweichen.